# Emanuel Ringelblum
Emanuel Ringelblum (Bucsács, 1900. november 21. – Varsó, 1944. március 10.) galíciai születésű lengyel zsidó történész, politikus és szociális munkás.
A varsói gettó és a lengyel zsidóság mártírhalált szenvedett legendás alakja. A zsidók deportálásáról és a varsói gettóban történtekről készített illegális archívumot. Az összegyűjtött okmányokat és kéziratokat tíz fémládába és három tejeskannába elrejtve társaival elásta azért, hogy majd azokra rátalálva az utókor is megismerhesse az ott élők mindennapjait és a gettóban történteket.
Artur Eisenbach lengyel zsidó történész 1983-ban valamennyi fennmaradt feljegyzését és írását tartalmazó könyvet jelentetett meg A varsói gettó krónikája címen. Ringelblum archívumát az UNESCO 1999-ben felvette a „A Világ emlékezete” (Memory of the World) listára. Névadója a varsói Zsidó Történeti Intézetnek.

## Élete
1900. november 21-én született az Osztrák–Magyar Monarchia tartományában Galíciában Bucsács városban. Apja Fajbisz Ringelblum gabonakereskedő, anyja Munie Heler. Egy fiú testvére és két nővére született. Tizenkét éves volt, amikor anyja meghalt. Az első világháborús hadi események elől Dél-Lengyelországba, a Krakkó közeli Újszandecbe menekültek. Családja már nem a hagyományos zsidó viseletben járt, de arra hangsúlyt fektettek, hogy elvégezze a lengyel iskola mellett akkoriban a zsidó ifjak számára előírt képzéseket. 1922-től a Varsói Egyetem Bölcsészettudományi Karán tanult és 1927-ben szerzett PhD fokozatot. Kutatási területe: A varsói zsidóság korai története a középkorig. Varsóban házasodott meg, feleségül vette Judit Hermant és házasságukból egy fiuk született Uri.
Tanulmányai befejeztével zsidó iskolákban tanított történelmet. A középkori és a 18. századi lengyel zsidó történelem ismert történészeként tartották számon. 1930-tól a Zsidó Szociális Segély Alapítványnak (JDC) lett a munkatársa. 1938-39-ben az alapítvány vezetőjeként a kiutasított németországi zsidók megsegítésén dolgozott a német határhoz közeli Zbaszynban. Már fiatal korától kezdve részt vett a szerveződő baloldali cionista mozgalmak munkájában, tagja volt a Poale Cion (Cion munkásai) szervezetnek.
A második világháború alatt családjával együtt a varsói gettóba zárták. Együtt más zsidó írókkal, tudósokkal és értelmiségiekkel a titkos Oneg Sábát (szombat öröme) elnevezésű műveletben vett részt. Ennek keretében archívumot hoztak létre, melyben összegyűjtöttek okmányokat, plakátokat és kézzel írt feljegyzéseket azért, hogy a halálra ítélt közösség iratai fennmaradhassanak az utókornak.
Aktív tagja volt a Zsidó Szociális Segélyszervezetnek, mely a gettóban éhező emberek megsegítésére jött létre. Az 1943-as varsói gettófelkelés idején, amikor már majdnem minden veszni látszott, az archívumot fémládákba és tejeskannákba rejtették, majd varsói épületek pincéjében ásták el.
Ringelblum a varsói felkelés kitörése előtt családjával kijutott a gettóból, és Varsó árja részén a Wolski családnál kaptak rejtekhelyet. 1944. március 7-én a Gestapo rájuk talált, és pár nap múlva bujtatóikkal együtt kivégezték őket.

## Ringelblum-archívum

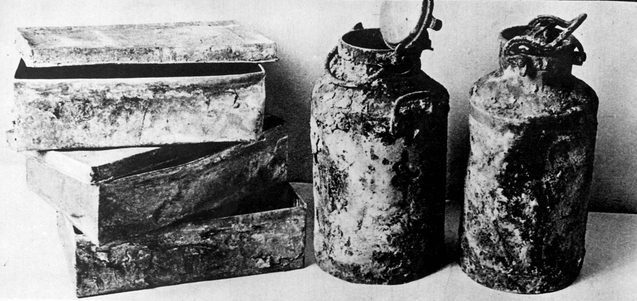
Az Oneg Sábát műveletben elrejtett és a második világháború után megtalált fémdobozok és tejeskannák

A Ringelblum-archívum csak részben ismert. Először 1946 szeptemberében tíz fémdobozt találtak Varsó romjai alatt. Aztán 1950 decemberében egy másik romba döntött ház pincéjéből került elő két tejeskanna bennük dokumentumokkal, földalatti újsággal, a deportálásokról szóló utasításokkal és hétköznapi dolgokkal, tejkuponokkal, koncertmeghívókkal, csokoládés papírokkal és a Zsidó Tanács hirdetményeivel. Az archívum része volt egy harmadik tejeskanna, melyet eddig még nem találtak meg. Valószínűsíthetően Varsó Kínai Nagykövetsége környékén rejtheti a föld. A megtalált körülbelül 6000 féle dokumentum 25 000 lapot számlál. Teljesen különböző jellegű iratok, vannak köztük kevésbé fontosak, de értékesebbek is, például a chełmnoi és a treblinkai megsemmisítő táborból származó jelentések és a varsói gettóban pusztító éhínség hatásairól végzett tudományos elemzések is.

## Publikációi
- Polish-Jewish Relations during the Second World War (1974)

## Fordítás
- Ez a szócikk részben vagy egészben  az   Emanuel Ringelblum című angol Wikipédia-szócikk ezen változatának fordításán alapul.  Az eredeti cikk szerkesztőit annak laptörténete sorolja fel. Ez a jelzés csupán a megfogalmazás eredetét és a szerzői jogokat jelzi, nem szolgál a cikkben szereplő információk forrásmegjelöléseként.